# 황금박물관 (보고타)

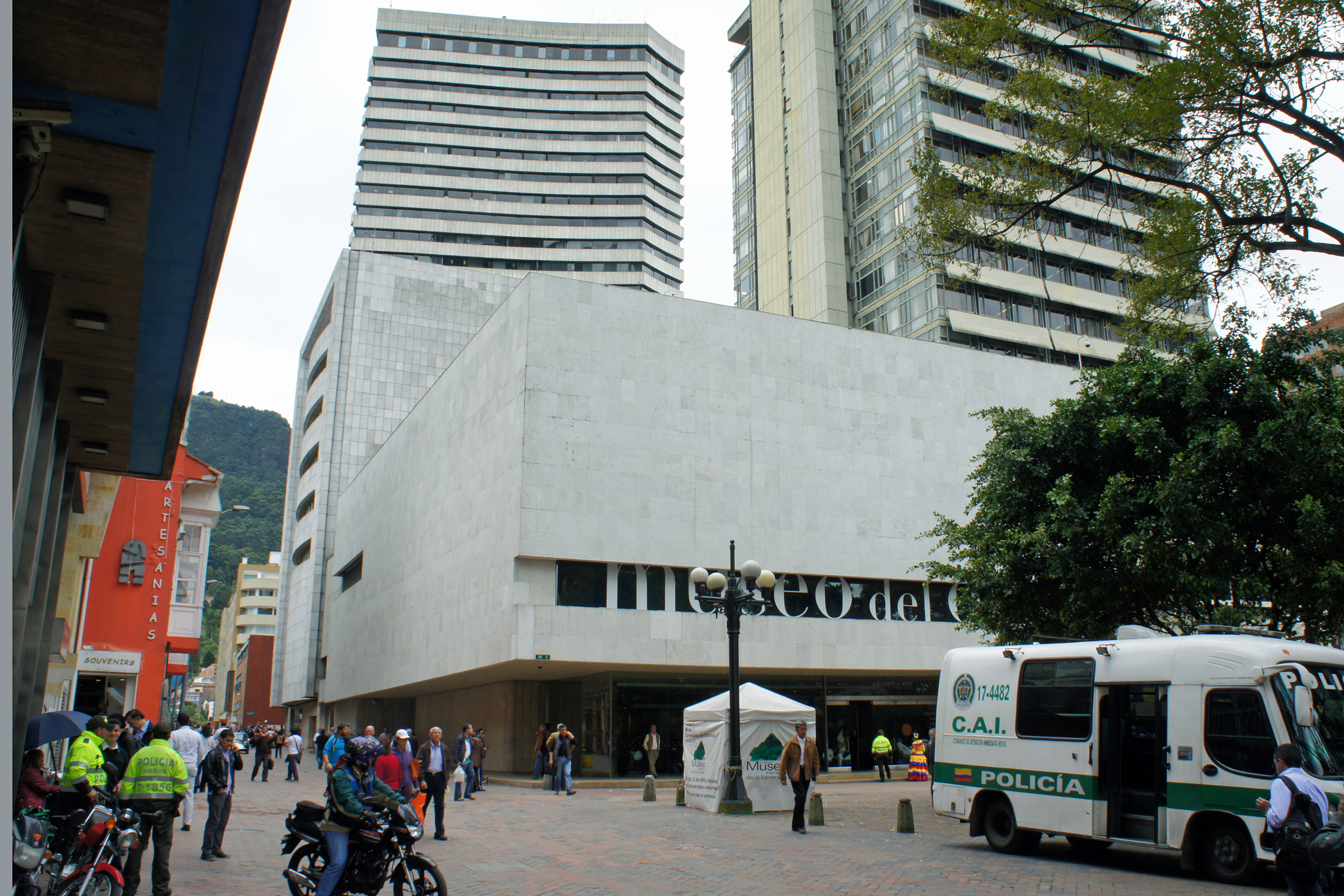

황금박물관(스페인어: El Museo del Oro)은 콜롬비아 보고타의 박물관이다. 콜롬비아에서 가장 많이 방문하는 관광명소들 가운데 하나이다. 이 박물관은 한 해에 대략 500,000명이 방문한다. 산타데르 공원의 동쪽에 있는 박물관으로 스페인이 침략하기 이전에 콜롬비아의 인디헤나가 만든 것이라는 황금세공 약 3만점이 전시되어 있다.

## 갤러리

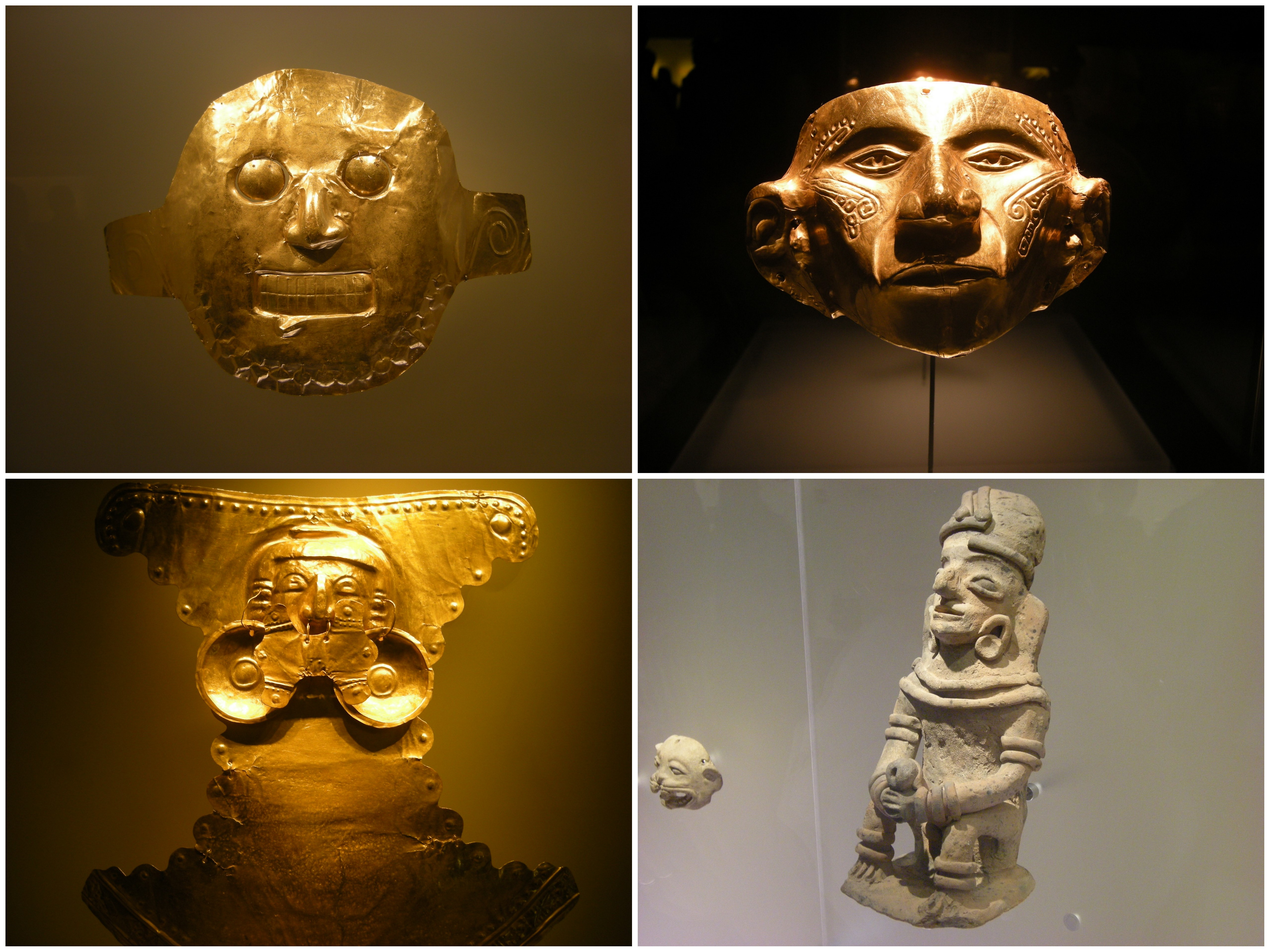
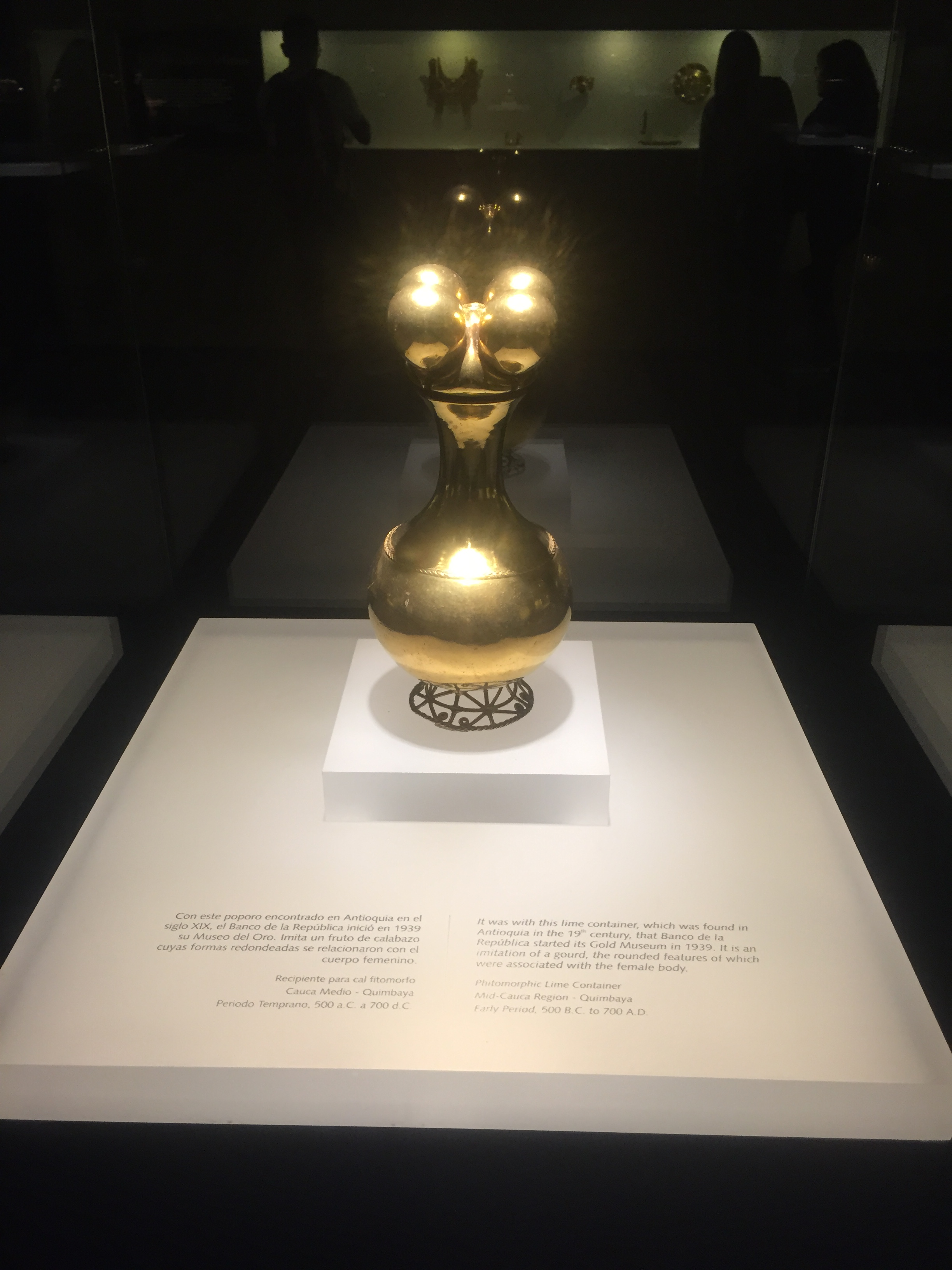
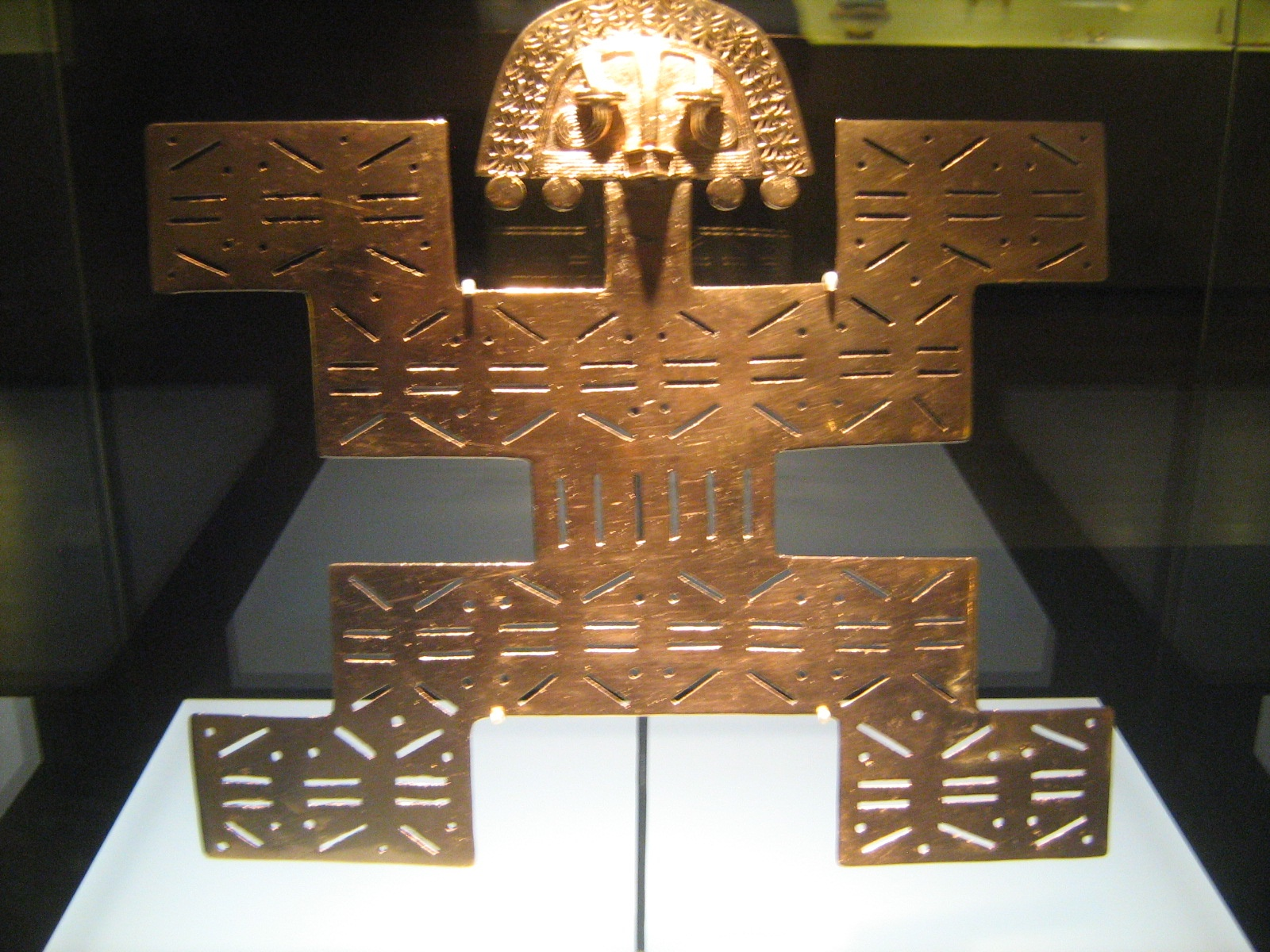
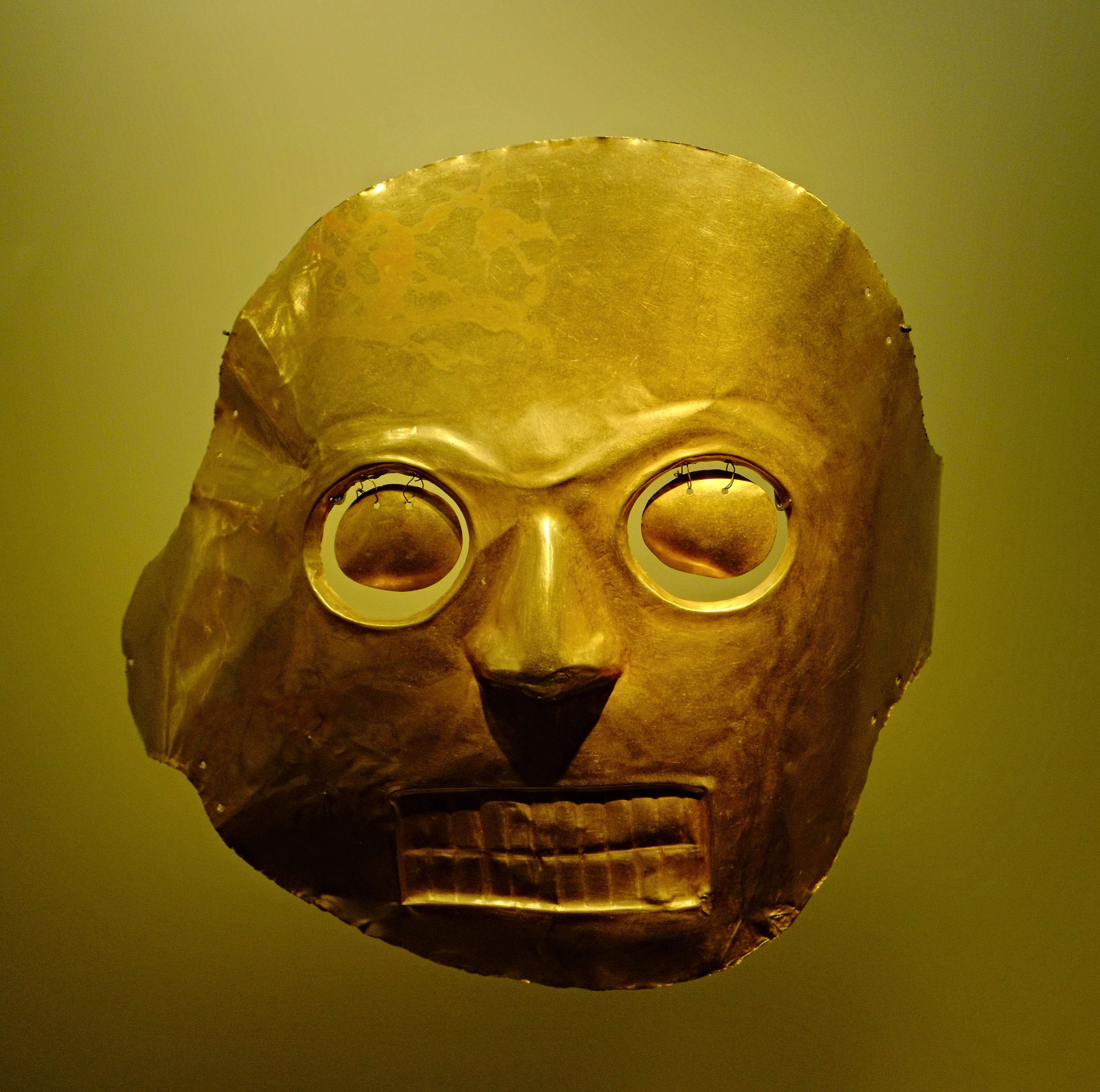
금으로 된 탈
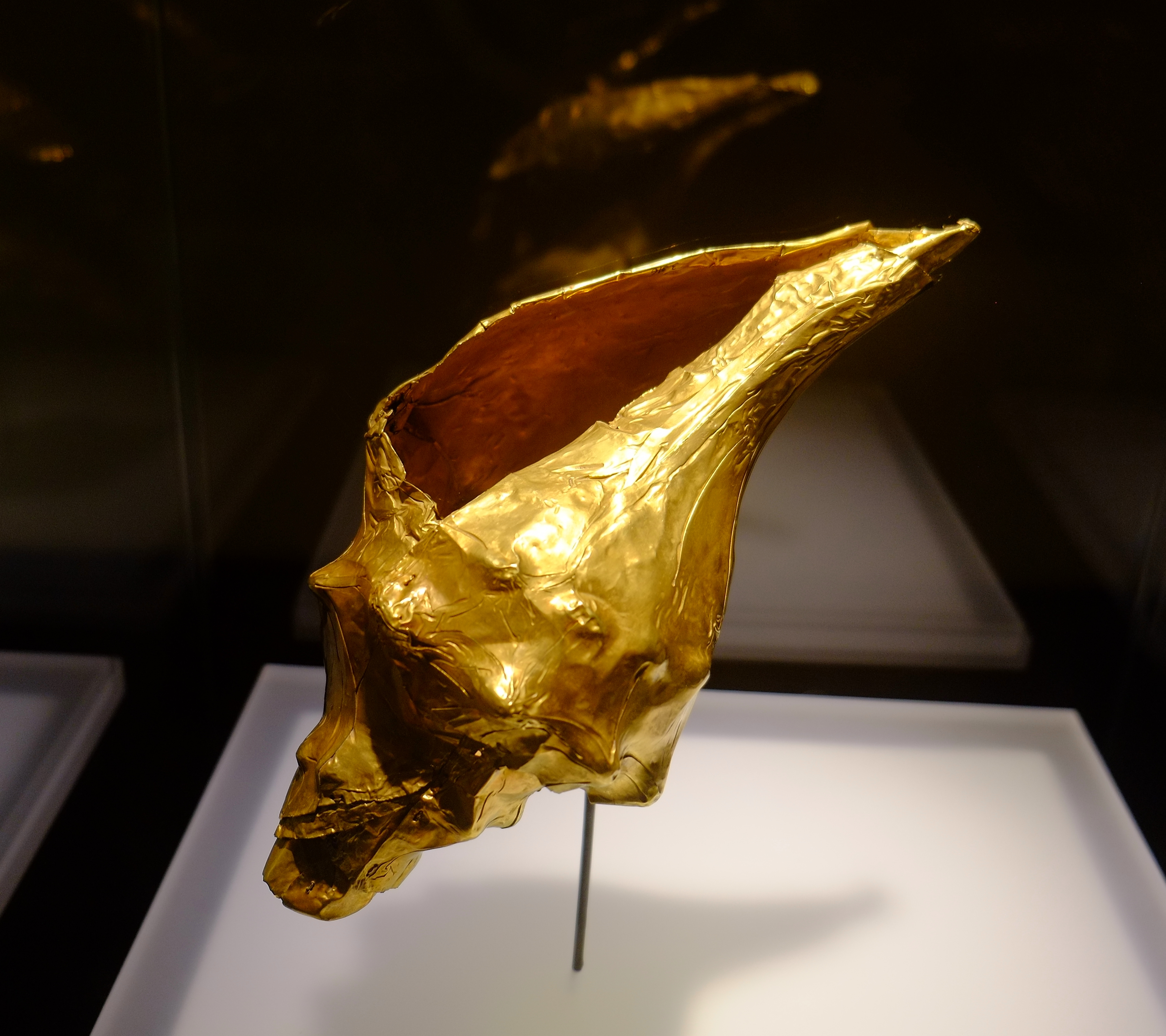
금 바다우렁이
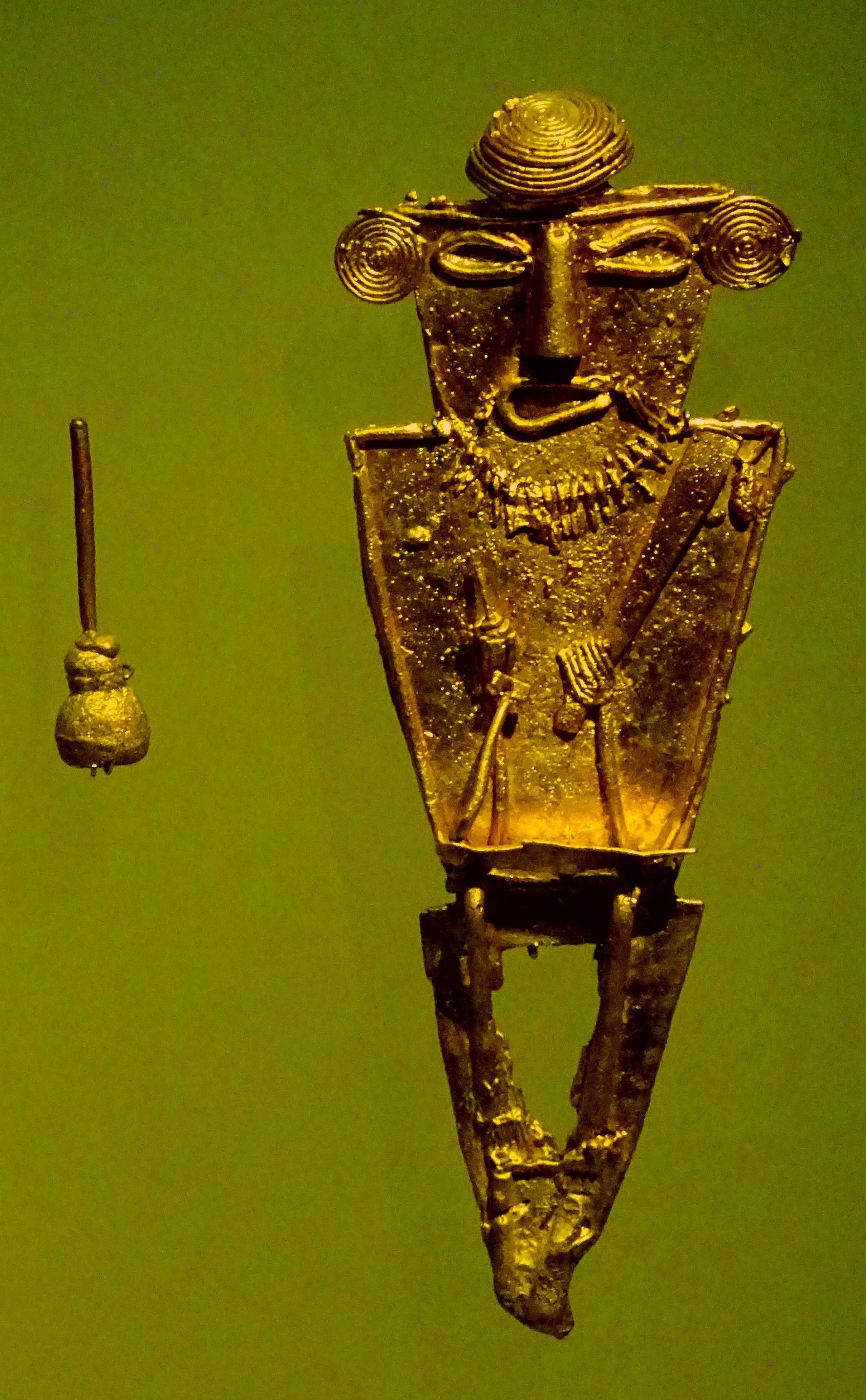
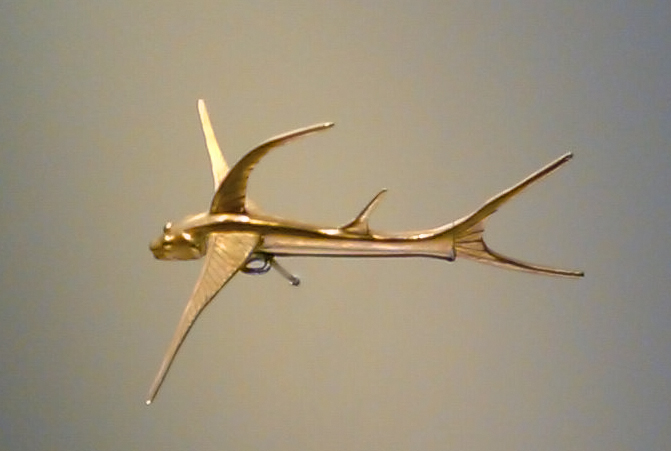
금 물고기
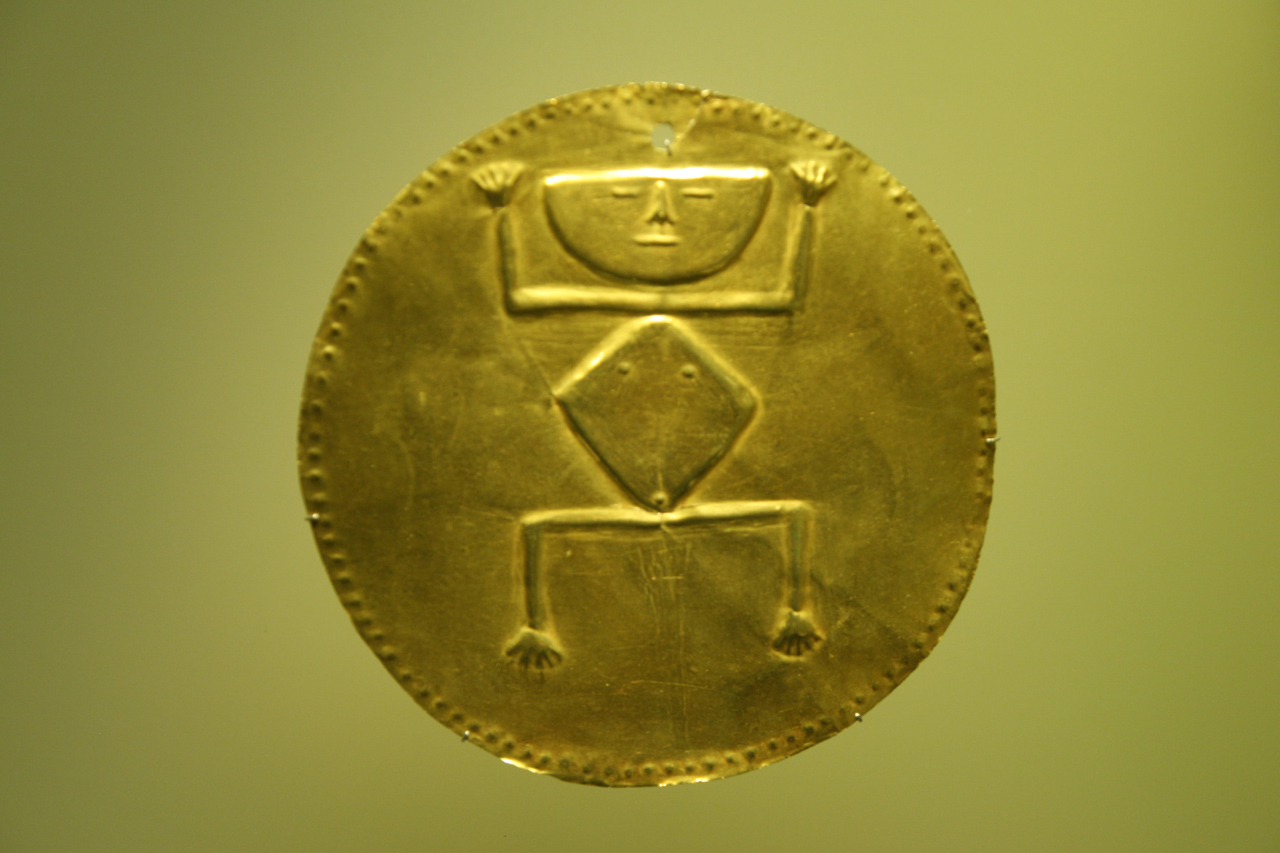
금그릇

## 같이 보기
- 무이스카인